# Ланиакея

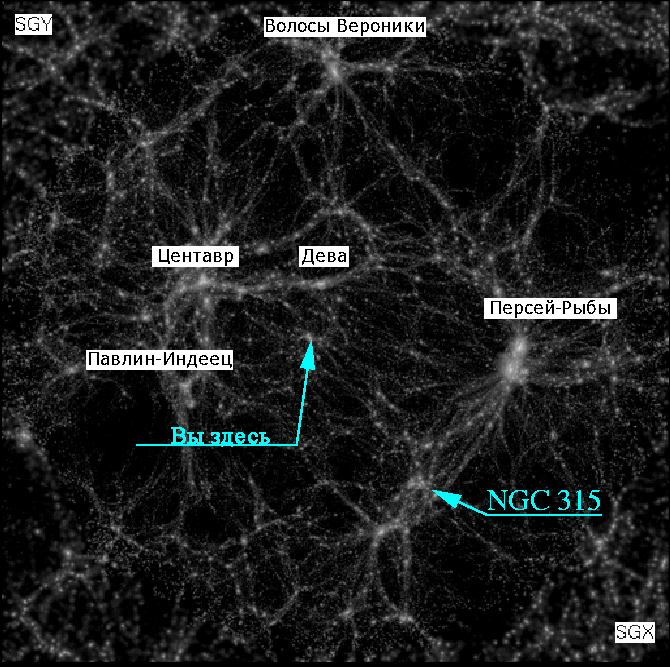
Ланиакея (в центре и слева) и сверхскопление Персея-Рыб (справа и снизу)

Ланиакея (Ланиакеа) (англ. Laniakea, [ˈlɐnijaːˈkɛjə] по-гавайски — «необъятные небеса») — сверхскопление галактик, в котором, в частности, содержатся Сверхскопление Девы (составной частью которого является Местная группа, содержащая галактику Млечный Путь с Солнечной системой) и Великий аттрактор, в котором расположен центр тяжести Ланиакеи.
Диаметр Ланиакеи примерно равен 520 миллионам световых лет. Ланиакея состоит примерно из 100 тысяч галактик, движущихся совместно к некоторой области в космосе, а масса её примерно равна 1017 массам Солнца (примерно в 100 раз больше массы Сверхскопления Девы). Соседним с Ланиакеей является сверхскопление Персея-Рыб из цепи Персея-Пегаса (входящей в Комплекс сверхскоплений Рыб-Кита). Ланиакея была выделена по согласованным траекториям галактик.
Первая (трёхмерная) карта Ланиакеи была создана к сентябрю 2014 года с помощью радиотелескопа Грин-Бэнк и других телескопов. Для построения карты использовался Cosmicflows-2 (каталог движений галактик).
В состав Ланиакеи входят:
- Местное сверхскопление галактик, в котором находится наша Галактика (Млечный Путь).
- Сверхскопление Гидры-Центавра, в том числе:
  - Великий аттрактор,
  - Скопление Насоса
  - Скопление Гидры,
  - Скопление Центавра
- Сверхскопление Павлина — Индейца,
- Южное сверхскопление, включая
  - Скопление Печи
  - Скопление Эридана[5].

Ведущим автором первого исследования Ланиакеи является астроном Ричард Брент Талли из Астрономического института на Гавайях, являющегося структурным подразделением Гавайского университета в Маноа.
Название "Ланиакея", предложенное Нава’а Наполеоном, преподавателем одного из колледжей Гонолулу, является данью уважения полинезийским мореходам, использовавшим знание звёздного неба в навигации по Тихому океану.